# Cseh kiejtés
A cseh nyelv írása nagyjából fonémikus, ami azt jelenti, hogy egy adott betű általában egy hangot jelöl és viszont. Ez alól kivétel csak a lágy d, n, t írásában és az [ɪ], [iː], [uː] hangok lejegyzésében van.

## A magánhangzók
A cseh magánhangzók a következők:
|               | elöl képzett (ajakkerekítés nélküli) | elöl képzett (ajakkerekítés nélküli) | középen képzett      | középen képzett      | hátul képzett        | hátul képzett        |
| rövid         | hosszú                               | rövid                                | hosszú               | rövid                | hosszú               |                      |
| ------------- | ------------------------------------ | ------------------------------------ | -------------------- | -------------------- | -------------------- | -------------------- |
| zárt          |                                      | [iː]                                 |                      |                      | [u]                  | [uː]                 |
| majdnem zárt  | [ɪ]                                  |                                      |                      |                      |                      |                      |
| félzárt       |                                      |                                      |                      |                      | [o]                  | [oː]                 |
| félnyílt      | [ɛ]                                  | [ɛː]                                 |                      |                      |                      |                      |
| nyílt         |                                      |                                      | [a]                  | [aː]                 |                      |                      |
| kettőshangzók | ([au̯]), ([ɛu̯]), [ou̯]                 | ([au̯]), ([ɛu̯]), [ou̯]                 | ([au̯]), ([ɛu̯]), [ou̯] | ([au̯]), ([ɛu̯]), [ou̯] | ([au̯]), ([ɛu̯]), [ou̯] | ([au̯]), ([ɛu̯]), [ou̯] |

A zárójelben álló hangok csak idegen eredetű vagy hangutánzó szavakban fordulnak elő.

## Mássalhangzók
A cseh mássalhangzók a következők:
|             |             | Bilabiális | Alveoláris | Posztalveoláris | Palatális | Veláris | Glottális |
| ----------- | ----------- | ---------- | ---------- | --------------- | --------- | ------- | --------- |
| Nazális     | Nazális     | [m]        | [n]        |                 | [ɲ]       |         |           |
| Plozíva     | zöngétlen   | [p]        | [t]        |                 | [c]       | [k]     |           |
| Plozíva     | zöngés      | [b]        | [d]        |                 | [ɟ]       | ([ɡ])   |           |
| Affrikáta   | zöngétlen   |            | [t͡s]       | [t͡ʃ]            |           |         |           |
| Affrikáta   | zöngés      |            | ([d͡z])     | ([d͡ʒ])          |           |         |           |
| Frikatíva   | zöngétlen   | ([f])      | [s]        | [ʃ]             |           | [x]     |           |
| Frikatíva   | zöngés      | [v]        | [z]        | [ʒ]             |           |         | [ɦ]       |
| Pergőhang   | egyszerű    |            | [r]        |                 |           |         |           |
| Pergőhang   | frikatíva   |            | [r̝]        |                 |           |         |           |
| Approximáns | Approximáns |            | [l]        |                 | [j]       |         |           |

A zárójelben álló hangok csak idegen eredetű vagy hangutánzó szavakban fordulnak elő.

## Az egyes betűk kiejtése
A cseh nyelv meglehetősen fonémikus nyelv, néhány szabály ismeretével könnyen kiejthetők az ismeretlen szavak is.
| Betű (kapcsolat) | Név                                              | Helyzet                                     | Kiejtés               | Példák                                       |
| ---------------- | ------------------------------------------------ | ------------------------------------------- | --------------------- | -------------------------------------------- |
| A a              | á                                                |                                             | [a]                   | gramatika [ˈɡramaˌtɪka]                      |
| Á á              | dlouhé á                                         |                                             | [aː]                  | krátké [ˈkraːtkɛː]                           |
| au               |                                                  |                                             | [au̯]                  | auto [ˈau̯to]                                 |
| B b              | bé                                               | szó végén                                   | [p]                   | zub [zup]                                    |
| B b              | bé                                               | c, č, f, ch, k, p, s, š, t, ť előtt         | [p]                   | obchod [ˈopxot]                              |
| B b              | bé                                               | máskor                                      | [b]                   | ryba [ˈrɪba]                                 |
| C c              | cé                                               | b, d, dz, dž, ď, g, h, z, ž előtt           | [d͡z]                  | Špicberky [ˈʃpɪd͡zbɛrkɪ]                      |
| C c              | cé                                               | máskor                                      | [t͡s]                  | cena [ˈt͡sɛna]                                |
| Č č              | čé                                               | b, d, dz, dž, ď, g, h, z, ž előtt           | [d͡ʒ]                  | léčba [ˈlɛːd͡ʒba]                             |
| Č č              | čé                                               | máskor                                      | [t͡ʃ]                  | článek [ˈt͡ʃlaːnɛk]                           |
| D d              | dé                                               | szó végén                                   | [t]                   | led [lɛt]                                    |
| D d              | dé                                               | c, č, f, ch, k, p, s, š, t, ť előtt         | [t]                   | hádka [ˈɦaːtka]                              |
| D d              | dé                                               | ě, i, í előtt, szláv eredetű szavakban      | [ɟ]                   | dědeček [ˈɟɛdɛˌt͡ʃɛk]                         |
| D d              | dé                                               | ě, i, í előtt, nem szláv eredetű szavakban  | [d]                   | diktatura [ˈdɪktaˌtura]                      |
| D d              | dé                                               | máskor                                      | [d]                   | týden [ˈtiːdɛn]                              |
| Ď ď              | ďé                                               | szó végén                                   | [c]                   | šeď [ʃɛc]                                    |
| Ď ď              | ďé                                               | c, č, f, ch, k, p, s, š, t, ť előtt         | [c]                   | buďto [ˈbucto]                               |
| Ď ď              | ďé                                               | máskor                                      | [ɟ]                   | obchoďák [ˈopxoˌɟaːk]                        |
| dz               |                                                  | c, č, f, ch, k, p, s, š, t, ť előtt         | [t͡s]                  | předzpěv [ˈpr̝̊ɛt͡spjɛf]                        |
| dz               | máskor                                           | [d͡z]                                        | dzinkati [ˈd͡zɪŋkaˌcɪ] |                                              |
| dž               |                                                  | szó végén                                   | [t͡ʃ]                  | bridž [brɪt͡ʃ]                                |
| dž               | máskor                                           | [d͡ʒ]                                        | džús [d͡ʒuːs]          |                                              |
| E e              | é                                                |                                             | [ɛ]                   | den [dɛn]                                    |
| É é              | dlouhé é                                         |                                             | [ɛː]                  | léto [ˈlɛːto]                                |
| Ě ě              | ije vagy é s háčkem                              | d, n, t után                                | [ɛ]                   | někdo [ˈɲɛɡdo]                               |
| Ě ě              | ije vagy é s háčkem                              | b, f, p, v után                             | [jɛ]                  | pět [pjɛt]                                   |
| Ě ě              | ije vagy é s háčkem                              | m után                                      | [ɲɛ]                  | náměští [ˈnaːmɲɛˌʃciː]                       |
| eu               |                                                  |                                             | [ɛu̯]                  | Europa [ˈɛu̯roˌpa]                            |
| F f              | ef                                               | b, d, dz, dž, ď, g, h, z, ž előtt           | [v]                   | afghánsky [ˈafɡaːnˌskɪ]                      |
| F f              | ef                                               | máskor                                      | [f]                   | fáček [ˈfaːt͡ʃɛk]                             |
| G g              | gé                                               | szó végén                                   | [k]                   | biolog [ˈbɪ.oˌlok]                           |
| G g              | gé                                               | máskor                                      | [ɡ]                   | algebra [ˈalɡɛbˌra]                          |
| H h              | há                                               | szó végén                                   | [x]                   | vrh [vr̩x]                                    |
| H h              | há                                               | c, č, f, ch, k, p, s, š, t, ť előtt         | [x]                   | knihtisk [ˈkɲɪxtɪsk]                         |
| H h              | há                                               | máskor                                      | [ɦ]                   | oliheň [ˈolɪˌɦɛɲ]                            |
| Ch ch            | chá                                              | b, d, dz, dž, ď, g, h, z, ž előtt           | [ɦ] / [ɣ]             | abych byl [ˈabɪɦˌbɪl] / [ˈabɪɣˌbɪl]          |
| Ch ch            | chá                                              | máskor                                      | [x]                   | dech [dɛx]                                   |
| I i              | í vagy měkké í                                   | magánhangzó előtt                           | [ɪj]                  | historie [ˈɦɪstoˌrɪjɛ]                       |
| I i              | í vagy měkké í                                   | máskor                                      | [ɪ]                   | čeština [ˈt͡ʃɛʃcɪˌna]                         |
| Í í              | dlouhé í vagy dlouhé měkké í                     |                                             | [iː]                  | blízko [ˈbliːsko]                            |
| J j              | jé                                               | szó elején mássalhangzó előtt               | —                     | jmenovat [ˈmɛnoˌvat]                         |
| J j              | jé                                               | máskor                                      | [j]                   | děj [ɟɛj]                                    |
| K k              | ká                                               | b, d, dz, dž, ď, g, h, z, ž előtt           | [ɡ]                   | někdy [ˈɲɛɡdɪ]                               |
| K k              | ká                                               | máskor                                      | [k]                   | která [ˈktɛraː]                              |
| L l              | el                                               | magánhangzót nem tartalmazó szótagban       | [l̩]                   | plný [ˈpl̩niː]                                |
| L l              | el                                               | máskor                                      | [l]                   | guláš [ˈɡulaːʃ]                              |
| M m              | em                                               | f, v, w előtt                               | [ɱ]                   | symfonik [ˈsɪɱfoˌnɪk]                        |
| M m              | em                                               | a sedm és osm szavakban                     | [m̩] / [um]            | sedm [ˈsɛdm̩] / [ˈsɛdum] osm [ˈosm̩] / [ˈosum] |
| M m              | em                                               | máskor                                      | [m]                   | změna [ˈzmɲɛna]                              |
| N n              | en                                               | f, v előtt                                  | [ɱ]                   | brnkat [ˈbr̩ŋkat]                             |
| N n              | en                                               | k, g, q előtt                               | [ŋ]                   | konerence [ˈkoɱfɛˌrɛnt͡sɛ]                    |
| N n              | en                                               | ě, i, í előtt, szláv eredetű szavakban      | [ɲ]                   | parník [ˈparɲiːk]                            |
| N n              | en                                               | ě, i, í előtt, nem szláv eredetű szavakban  | [n]                   | vulkanit [ˈvulkaˌnɪt]                        |
| N n              | en                                               | máskor                                      | [n]                   | písmeno [ˈpiːsmɛˌno]                         |
| Ň ň              | eň                                               |                                             | [ɲ]                   | oheň [ˈoɦɛɲ]                                 |
| O o              | ó                                                |                                             | [o]                   | jako [ˈjako]                                 |
| Ó ó              | dlouhé ó                                         |                                             | [oː]                  | móda [ˈmoːda]                                |
| ou               |                                                  |                                             | [ou̯]                  | dlouhý [ˈdlou̯ɦiː]                            |
| P p              | pé                                               | b, d, dz, dž, ď, g, h, z, ž előtt           | [b]                   | krepdešín [ˈkrɛbdɛˌʃiːn]                     |
| P p              | pé                                               | máskor                                      | [p]                   | písmeno [ˈpiːsmɛˌno]                         |
| Q q              | kvé                                              |                                             | [k] / [kv]            | tequila [ˈtɛkɪˌla] sequel [ˈsɛkvɛl]          |
| R r              | er                                               | magánhangzót nem tartalmazó szótagban       | [r̩]                   | srdce [ˈsr̩t.t͡sɛ]                             |
| R r              | er                                               | máskor                                      | [r]                   | originál [ˈorɪˌɡɪnaːl]                       |
| Ř ř              | řé                                               | szó végén                                   | [r̝̊]                   | duchař [ˈduxar̝̊]                              |
| Ř ř              | řé                                               | c, č, f, ch, k, p, s, š, t, ť mellett       | [r̝̊]                   | třpyt [tr̝̊pɪt] kříž [kr̝̊iːʃ]                   |
| Ř ř              | řé                                               | máskor                                      | [r̝]                   | čeřen [ˈt͡ʃɛr̝ɛn]                              |
| S s              | es                                               | b, d, dz, dž, ď, g, h, z, ž előtt           | [z]                   | prosba [ˈprozba]                             |
| S s              | es                                               | néhány idegen eredetű szóban                | [z]                   | feminismus [ˈfɛmiˌnɪzmus]                    |
| S s              | es                                               | máskor                                      | [s]                   | prosím [ˈprosiːm]                            |
| sh               |                                                  | a történelmi Csehország (Bohémia) területén | [sx]                  | shoda [ˈsxoda]                               |
| sh               | Morvaország területén                            | [zɦ]                                        | shoda [ˈzɦoda]        |                                              |
| Š š              | eš                                               | b, d, dz, dž, ď, g, h, z, ž előtt           | [ʒ]                   | váš den [ˈvaːʒˌdɛn]                          |
| Š š              | eš                                               | máskor                                      | [ʃ]                   | déšť [dɛːʃc]                                 |
| T t              | té                                               | b, d, dz, dž, ď, g, h, z, ž előtt           | [d]                   | rentgen [ˈrɛndɡɛn]                           |
| T t              | té                                               | máskor                                      | [t]                   | tvrdý [ˈtvr̩diː]                              |
| Ť ť              | ťé                                               | b, d, dz, dž, ď, g, h, z, ž előtt           | [ɟ]                   | ať brzy [ˈaɟˌbr̩zɪ]                           |
| Ť ť              | ťé                                               | máskor                                      | [c]                   | křišťál [ˈkr̝̊ɪʃcaːl]                          |
| U u              | ú                                                |                                             | [u]                   | klučit [ˈklut͡ʃɪt]                            |
| Ú ú              | dlouhé ú                                         |                                             | [uː]                  | túje [ˈtuːjɛ]                                |
| Ů ů              | ů s kroužkem                                     |                                             | [uː]                  | hnůj [ɦnuːj]                                 |
| V v              | vé vagy jednoduché vé                            | szó végén                                   | [f]                   | chlév [xlɛːf]                                |
| V v              | vé vagy jednoduché vé                            | c, č, f, ch, k, p, s, š, t, ť előtt         | [f]                   | borůvka [ˈboruːfˌka]                         |
| V v              | vé vagy jednoduché vé                            | máskor                                      | [v]                   | obleva [ˈoblɛˌva]                            |
| W w              | dvojité vé                                       |                                             | [v] / [u̯]             | wolfram [ˈvolfram] bowling [ˈbou̯lɪŋk]        |
| X x              | iks                                              | szó eleji ex--ben, magánhangzók előtt       | [gz]                  | exemplář [ˈɛgzɛmˌplaːr̝̊]                      |
| X x              | iks                                              | máskor                                      | [ks]                  | bisexuál [ˈbɪsɛkˌsu.aːl]                     |
| Y y              | ý vagy ypsilon vagy krátké tvrdé í               |                                             | [ɪ]                   | blyštět [ˈblɪʃcɛt]                           |
| Ý ý              | dlouhé ý vagy dlouhé ypsilon vagy dlouhé tvrdé í |                                             | [iː]                  | arkýř [ˈarkiːr̝̊]                              |
| Z z              | zet                                              | szó végén                                   | [s]                   | kněz [kɲɛs]                                  |
| Z z              | zet                                              | c, č, f, ch, k, p, s, š, t, ť előtt         | [s]                   | rozpad [ˈrospat]                             |
| Z z              | zet                                              | máskor                                      | [z]                   | fazolka [ˈfazolˌka]                          |
| Ž ž              | žet                                              | szó végén                                   | [ʃ]                   | kéž [kɛːʃ]                                   |
| Ž ž              | žet                                              | c, č, f, ch, k, p, s, š, t, ť előtt         | [ʃ]                   | jakožto [ˈjakoʃˌto]                          |
| Ž ž              | žet                                              | máskor                                      | [ʒ]                   | hýždě [ˈhiːʒɟɛ]                              |

## A hangsúly
A cseh szavak általában az első szótagjukon hangsúlyosak. A szó elejétől számolva a hosszabb szavak páratlan szótagjai mellékhangsúlyt kaphatnak: nejkrásnější [ˈnɛjkraːsˌɲɛjʃiː]. Néha előfordul, hogy a negyedik szótag lesz mellékhangsúlyos: nejzelenější [ˈnɛjzɛlɛˌɲɛjʃiː].
Van néhány hangsúlytalan szó is, ezek általában különböző elöljárók. Normál beszédben azonban ezek a szavak is lehetnek hangsúlyosak, mégpedig azért, mert összekapcsolódnak a vonatkozó szóval, így azzal egy egységet alkotnak, és ennek az egységnek az első szótagja lesz hangsúlyos: do Prahy [ˈdopraˌɦɪ].

## Nyelvjárási különbségek
Három nagyobb nyelvjárást különböztetünk meg a cseh nyelvben, ezek a bohémiai cseh, a morva cseh és a legkisebb a lach nyelvjárás. Ez utóbbi már átmenet a cseh és a sziléziai nyelv között. A nyelvjárások hangtani eltérései általában írásban is megjelennek, így ezek könnyen elismerhetők és így egyszerűen kiejthetők.
- A bohémiai és a morva csehre is jellemző, hogy é helyett í/ý-t használnak: létat → lítat, de a morva csehben ez a jelenség megvan fordítva is: ryba → reba.
- A bohémiai cseh a hosszú í/ý-k helyén egy saját kettőshangzót, egy [ɛɪ̯]-t mond, amit írásban általában ej-jel elölnek: mlín [mliːn] → mlejn [mlɛɪ̯n]. Ezen a nyelvterületen az o-val kezdődő szavakat [vo]-val ejtik: oči [ˈvot͡ʃɪ].
- A morva csehben a rövid i kiejtése [i], mint a magyar nyelvben is. Az u helyett itt o, az ou helyett pedig ó található: ruka → roka, mouka → móka.
- A lach nyelvjárásban megkülönböztetik a kemény és a lágy l-et, ez utóbbit l-lel, míg a kemény változatát ł-lel írják (kiejtése [w], mint a lengyelben). A helyesírásban gyakran w-t használnak a v betű helyett. Itt sokkal kevesebb a hosszú magánhangzó, általában a hosszú hang rövid változatával helyettesítik ezeket: nosových → nosowych.